# Get in the Ring
Get in the Ring es la quinta canción del álbum Use Your Illusion II del grupo Guns N' Roses. Fue escrita por Axl Rose, Duff McKagan, y Slash y está dirigida a los críticos de música que le hicieron comentarios negativos a la banda, debido a sus actuaciones en el escenario. Los críticos de Hit Parader (Andy Secher), Circus Magazine, Kerrang! (Mick Wall) y Spin (Bob Guccione, Jr.) son mencionados por su nombre.

## Antecedentes
Durante muchos años hubo un mito de que Mick Wall de Kerrang! en ese momento, fue mencionado por su libro "Guns N 'Roses: El grupo más peligroso del mundo", que era una colección de "sin tabúes" de las entrevistas y relatos sobre la banda. Wall niega esto, y afirma que la verdadera razón de su mención fue una entrevista que escribió a principios de 1990 para la revista Kerrang! que mencionaba la amenaza de Axl Rose de violentar contra Vince Neil de Mötley Crüe, por un incidente ocurrido con la esposa de este último e Izzy Stradlin.
Finalmente Guccione respondió en una carta a Axl Rose, diciendo que él aceptaba el reto, sin embargo, posteriormente se retractó, al enterarse de que Axl tenía conocimiento en artes marciales, por lo que nunca se produjo ninguna pelea.
La canción fue originalmente escrita por McKagan con el título "Why Do You Look at Me When You Hate Me?". Sin embargo, el título se redujo y el título original se convirtió en la primera línea en la versión final.
Get In The Ring es conocida por tener una gran cantidad de "Insúltos".

## Grabación
La canción escuchada en el álbum no era en realidad interpretada en directo, sino que fue grabado en el estudio.
Los cánticos de "Guns N' Roses" y "Get In The Ring" se grabaron de la audiencia en un concierto de Saratoga Springs el 10 de junio de 1991.
Por otra parte Axl y compañía debieron pagar mucho dinero a los nombrados en esta canción en un juicio tan largo como millonario.